# Hans Rietschel
Martin Philipp Johannes „Hans“ Rietschel (* 11. September 1878 in Wittenberg; † 10. Juni 1970 in Wertheim) war ein deutscher Kinderarzt, Ordinarius für Pädiatrie und Direktor der Universitäts-Kinderklinik Würzburg, der sich durch zahlreiche Forschungsprojekte zur Infektiologie, Säuglingsernährung und zur Vitaminuntersuchung profilierte.

## Leben
Hans Rietschel wurde als Sohn des evangelischen und in Leipzig als Professor wirkenden Theologen Georg Rietschel und dessen Ehefrau Karoline Rietschel, geborene Müllensiefen, in Wittenberg geboren. Sein Großvater war der Bildhauer und Akademieprofessor Ernst Rietschel. Hans Rietschel besuchte zunächst die Volksschule in seiner Heimatstadt und ab Ostern 1887 in Leipzig, wo sein Vater als Pfarrer von St. Matthäus tätig war. 1888 wurde er Schüler des Königlichen Gymnasiums in Leipzig, das er Ostern 1897 mit der bestandenen Reifeprüfung verließ. Im selben Jahr nahm er an der Universität Leipzig das Studium der Humanmedizin auf. Während seines Studiums wurde er Mitglied beim Verein Deutscher Studenten Leipzig. Mit einer kurzen Unterbrechung in Tübingen schloss er sein Medizinstudium in Leipzig mit der ärztlichen Prüfung und der Note „sehr gut“ am 21. März 1902 ab. Zum selben Termin erhielt er auch seine ministerielle Bestallung als Arzt.
Am Physiologischen Institut der Universität Leipzig promovierte Rietschel mit einer Arbeit Ueber verminderte Leitungsgeschwindigkeit des in „Ringer’scher Lösung“ überlebenden Nerven. Seine mündliche Doktorprüfung bestand er am 27. Oktober 1902 mit „summa cum laude“. Von 1902 bis 1904 war er als Volontär und Assistenzarzt der Inneren Medizin an der Universität Leipzig tätig.
Eine erste Assistentenstelle in der Kinderheilkunde erhielt Rietschel am 1. Oktober 1904 in der Universitäts-Kinderklinik der Berliner Charité unter der Leitung von Otto Heubner, dem seit 1894 ersten Lehrstuhlinhaber für Pädiatrie in Deutschland. Aufgrund einer Empfehlung Heubners wurde Rietschel am 1. April 1907 zum Nachfolger von Arthur Schlossmann als Chefarzt des von diesem 1898 gegründeten Dresdner Säuglingsheimes bestellt.
Am 15. Juni 1907 heiratete Rietschel Julie Müllersiefen, mit der er zwei Töchter und drei Söhne hatte. Den Professorentitel verlieh ihm ohne vorherige Habilitation das Sächsische Kultusministerium am 18. Dezember 1911 aufgrund seiner Verdienste um die Dresdner Hygieneausstellung, bei der er die Abteilung „Mutter und Kind“ leitete.
Zu Beginn des Ersten Weltkrieges wurde Rietschel im Gefangenenlazarett Königsbrück als Beratender Arzt für internistische Erkrankungen und ab dem 1. Mai 1915 als Stabsarzt eingesetzt.
Wiederum durch eine Empfehlung, diesmal durch den Leiter der Münchner Universitäts-Kinderklinik Meinhard von Pfaundler, wurde Rietschel am 6. April 1917 als Nachfolger von Jussuf Ibrahim (der als Ordinarius an die Universität Jena wechselte) als Extraordinarius für Kinderheilkunde an die Universität Würzburg berufen. Am 17. Januar 1921 wurde er (nach Franz von Rinecker, welcher am Würzburger Juliusspital bereits 1850 „öffentlich-ordentlicher Professor der … Kinderkrankheiten“ an der weltweit ersten eigenständigen Universitäts-Kinderklinik war) zum zweiten Ordinarius für Pädiatrie der Universität Würzburg bestellt. Er betreute zudem die, bis zur Eröffnung der Säuglingsstation im neuen Luitpoldkrankenhaus im Juli 1921, in der Rotkreuzklinik in der Huebergasse, später in der Friedensstraße, untergebrachten kranken Säuglinge.
Mit dem Umzug der Kinderklinik vom Juliusspital in das als Universitätsklinikum neu erbaute Luitpoldkrankenhaus im Stadtteil Grombühl am 1. Januar 1923 konnten die bisherigen räumlichen Unzulänglichkeiten überwunden und eine angemessene stationäre Patientenunterbringung (in den Bauten 8–10 und 18) sichergestellt werden. Rietschels Dienstverhältnis am Juliusspital wurde ebenfalls zum 1. Januar 1923 aufgelöst. Am Luitpoldkrankenhaus leitete Rietschel zahlreiche Forschungsprojekte auf dem Gebiet der Infektiologie, zum menschlichen Vitamin-C-Bedarf sowie der Säuglingsernährung. Die nach ihm benannte „Rietschel-Milch“ war ein wichtiger Bestandteil der Säuglingsmedizin. Das weitere Spektrum seiner wissenschaftlichen Tätigkeit reichte darüber hinaus von der Tuberkulose und Syphilis bis zu den verbreiteten Kinderkrankheiten. Neben mehreren hundert Veröffentlichungen in diversen Fachzeitschriften gab er 1925 als zweite, von ihm völlig neu bearbeitete Auflage die Kinderheilkunde von Hecker und Trumpp heraus. Rietschels Assistent Helmut Zoepffel eröffnete 1924 ein eigenes „Säuglingskrankenhaus“ auf dem Mönchberg in Würzburg.
In der Deutschen Gesellschaft für Kinderheilkunde war er von 1933 bis 1938 als Vorstandsmitglied und zwischendurch von 1934 bis 1936 als Vorsitzender aktiv. Später war er Ehrenmitglied der Gesellschaft.
In der Zeit des Nationalsozialismus hatte sich Rietschel mit den gesundheitspolitischen Vorstellungen der neuen Machthaber auseinanderzusetzen. Der Einfluss der NSDAP war dabei schon zu Beginn sehr groß, da die Mehrzahl der Dozenten und der Studenten der Universität Würzburg den neuen Ideen sehr positiv gegenüberstanden. Die radikalen Vorstellungen des neuen Regimes und dessen kirchenfeindliche Haltung stieß bei dem nationalkonservativ, aber auch evangelisch-christlich eingestellten Rietschel auf mehr oder weniger starke Vorbehalte bzw. Ablehnung. Als einer der Exponenten der Universität Würzburg als staatliche Einrichtung sowie als Vorstandsmitglied der Deutschen Gesellschaft für Kinderheilkunde trat Rietschel allerdings zum 1. Mai 1937 der NSDAP bei (Mitgliedsnummer 5.635.759).
Bereits in den 1920er Jahren war Rietschel Mitglied der Deutschen Volkspartei, hatte diese aber etwa 1930/1931 wieder verlassen. Als er 1933 dem Stahlhelm beitrat, wurde er nach dessen Überführung in die SA automatisch Mitglied dieser Parteiorganisation, aus der er jedoch bereits 1936 wieder austrat.
Als politischer Aktivist erwies sich Rietschels Assistent von 1932 bis 1936, der als Sturmbannarzt I/9 und Sanitäts-Sturmbannführer fungierende Felix von Bormann. Rietschel hatte sich für Bormann starkgemacht, da er auf die Unterstützung eines erfahrenen Assistenten angewiesen war. Sein Oberarzt Hermann Burchard war ab 1935 NS-Dozentenführer an der Universität Würzburg. Da jüdische Mitarbeiter Rietschel nur aus der Zeit vor 1933 bekannt sind, blieb ihm als Klinikchef die unwürdige Entfernung „nichtarischer“ Mitarbeiter aufgrund des neuen Gesetzes zur Wiederherstellung des Berufsbeamtentums vom April 1933 bzw. der 3. Verordnung zu diesem vom Mai 1933 erspart.
Es sind keine Anhaltspunkte für eine Beteiligung Rietschels an den ab 1933 stattgefundenen Zwangssterilisationen von Kindern oder der ab 1939 erfolgten sogenannten Kinder-Euthanasie bekannt. Rietschel gab sich vielmehr als Gegner der Euthanasie (und damit auch der nationalsozialistischen Perversion dieses Begriffs) zu erkennen.
1940 und 1941 war er Dekan der Medizinischen Fakultät.
Nach dem Bombenangriff auf Würzburg am 16. März 1945, bei dem auch Teile der Universitäts-Kinderklinik zerstört wurden, mussten die Patienten mit Pferdegespannen in ein Gasthaus im benachbarten Dorf Güntersleben evakuiert werden. Rietschel wurde formlos, ohne Angabe von Gründen am 2. Januar 1946 auf Anordnung der amerikanischen Militärregierung für Bayern entlassen, führte jedoch die Klinik faktisch noch bis zum 1. August 1946. Die Würzburger Spruchkammer IV stufte ihn mit Bescheid vom 2. Juni 1947 aufgrund seiner NSDAP- und SA-Mitgliedschaft als „Mitläufer“ (Gruppe IV) ein und verhängte ein Sühnegeld von 2000 RM sowie die Übernahme der Verfahrenskosten von 4375 RM. Rehabilitierungsbemühungen Rietschels scheiterten, so dass ihm die Emeritierung verweigert wurde. Erst am 27. Januar 1953 verlieh ihm das Bayerische Kultusministerium die alle Rechte eines emeritierten Professors bestätigende Urkunde.
Sein Nachfolger wurde am 1. Oktober 1948 Josef Ströder. Neben zahlreichen Auszeichnungen wie z. B. dem Verdienstkreuz des Ersten Weltkrieges und dem Kriegsverdienstkreuz des Zweiten Weltkrieges erhielt Rietschel anlässlich seines 80. Geburtstages am 11. September 1958 die Ehrendoktorwürde von der Medizinischen Akademie Dresden verliehen. Für seine Forschungen auf dem Gebiet der Ernährungspathologie erhielt er 1965 die Rinecker-Medaille in Gold der Medizinischen Fakultät der Würzburger Universität. Noch in einem hohen Alter befasste er sich mit Problemen der evangelischen Theologie. Zu seinen Freunden gehörte sein Fakultätskollege am Juliusspital und Luitpoldkrankenhaus Fritz König.
In seinem 92. Lebensjahr starb Hans Rietschel nach kurzer Krankheit am 10. Juni 1970 in Wertheim.

## Veröffentlichungen (Auswahl)
- Lehrbuch der Kinderheilkunde. München 1925.